# Паоло Орландоні
Паоло Орландоні (італ. Paolo Orlandoni, нар. 12 серпня 1972, Больцано) — колишній італійський футболіст, що грав на позиції воротаря. По завершенні ігрової кар'єри — футбольний тренер. Наразі входить до тренерського штабу клубу «Фенербахче».
Більшу частину кар'єри належав «Інтернаціонале», з яким виграв низку італійських та міжнародних трофеїв, проте за основну команду майже не грав.

## Ігрова кар'єра
Народився 12 серпня 1972 року в місті Больцано. Вихованець футбольної школи клубу «Інтернаціонале». Дорослу футбольну кар'єру розпочав 1990 року в основній команді того ж клубу, проте до основи не пробився. Через це до 1998 року виступав на правах оренди за нижчолігові команди «Мантова», «Леффе», «Казарано», «Про Сесто», «Анкона», «Фоджа» та «Ачиреале».
В липні 1998 року підписав контракт з «Реджиною», де відразу став основним воротарем і в першому ж сезоні допоміг команді зайняти 4 місце в Серії Б та вийти в еліту. Наступного сезону дебютував за «Реджину» у Серії А в першому турі проти «Ювентуса» (1:1) і залишався основним голкіпером клубу аждо січня, коли був відданий в оренду в інший клуб Серії А «Болонья». Тут Орландоні програв місце в основі Джанлуці Пальюці, через що до кінця сезону зіграв лише 3 матчі.

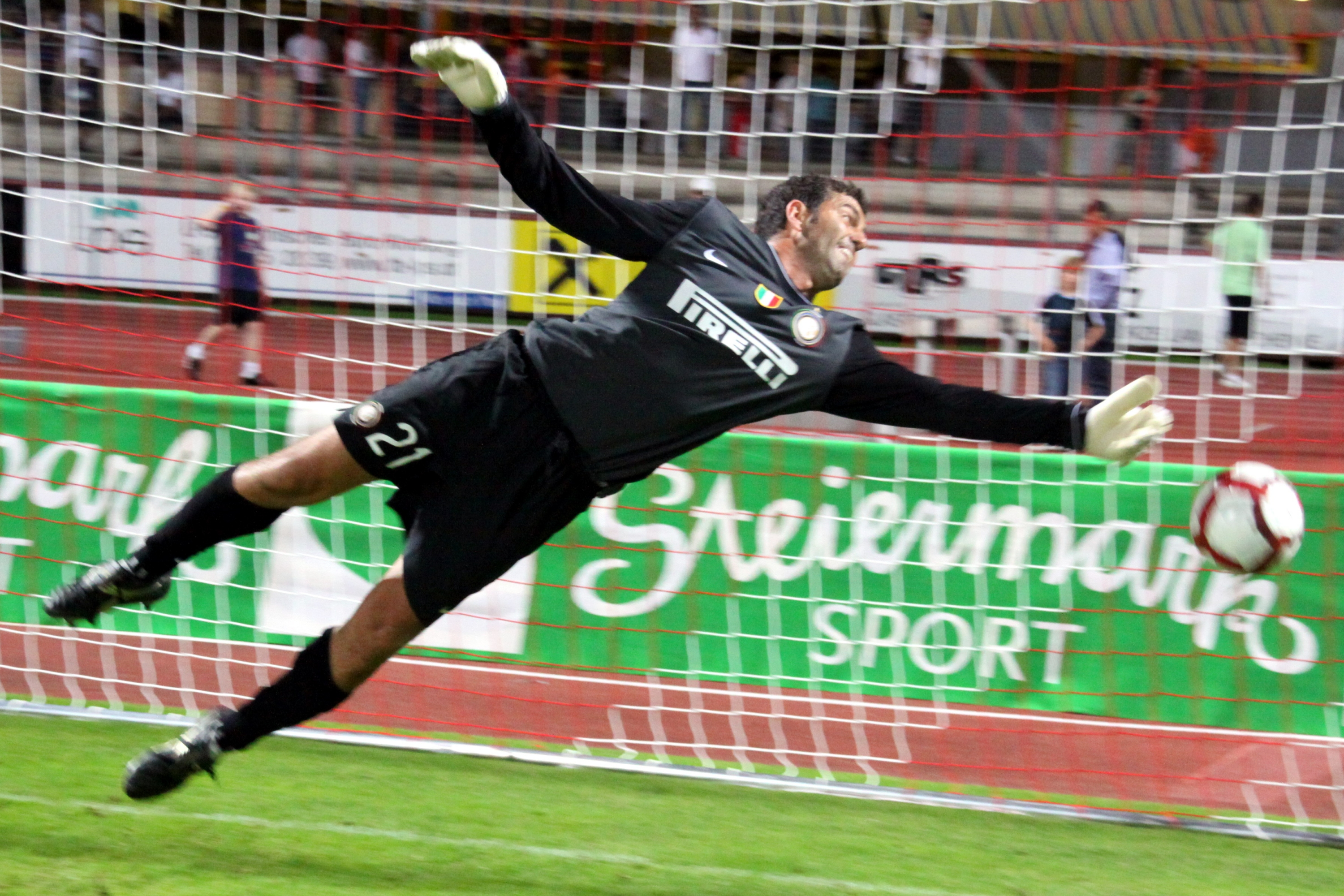
Паоло Орландоні під час виступів за «Інтернаціонале».

У сезоні 2000/01 виступав за «Лаціо», проте був лише третім воротарем команди після Анджело Перуцці та Луки Маркеджані, через що навіть на виграний римлянами Суперкубок Італії 2000 року Орландоні не потрапив навіть у заявку, а всього за сезон зіграв лише в одному матчі.
Влітку 2001 року підписав контракт з «П'яченцою», де став змінщиком Маттео Гуардальбена. 2004 року Гуардальбен покинув команду і Орландоні став основним гравцем «П'яченци».
2005 року повернувся до клубу «Інтернаціонале», після того як «нерадзуррі» покинули Фабіан Каріні і Альберто Фонтана. Орландоні підписав дворічний контракт, і став третім голкіпером після Франческо Тольдо і Жуліо Сезара. Дебютував за рідний клуб 14 травня 2006 року у матчі Серії А проти «Кальярі» (2:2). Цей матч став для нього єдиним у тому сезоні за клуб, а в наступному він взагалі жодного разу не з'явився на полі.
У сезоні 2010/11 Орландоні зіграв свою першу і єдину гру у єврокубках — в матчі Ліги чемпіонів проти німецького «Вердера» у віці 38 років. Всього ж, будучи лише третім воротарем і дуже рідко потрапляючи навіть у заявку, виграв з «Інтернаціонале» п'ять чемпіонських титулів (зігравши при цьому всього у чотирьох матчах протягом семи сезонів), три італійських кубки (1 матч за 7 сезонів), чотири італійські Суперкубки (жодного разу не потрапив навіть на лаву для запасних), а також Лігу чемпіонів і клубний чемпіонат світу у 2010 році.
Після закінчення сезону 2011/12, в якому не провів за команду жодного матчу, завершив ігрову кар'єру.

## Кар'єра тренера
Розпочав тренерську кар'єру відразу ж по завершенні кар'єри гравця, 2012 року, увійшовши до тренерського штабу клубу «Інтернаціонале» і працював тренером воротарів юнацької команди.
З літа 2015 року входить до тренерського штабу клубу «Фенербахче».

## Статистика виступів

### Статистика клубних виступів
| Сезон                      | Команда                    | Чемпіонат                  | Чемпіонат | Чемпіонат | Національний кубок | Національний кубок | Національний кубок | Єврокубки | Єврокубки | Єврокубки | Інші змагання | Інші змагання | Інші змагання | Усього | Усього |
| Сезон                      | Команда                    | Ліга                       | Ігор      | Голів     | Ліга               | Ігор               | Голів              | Ліга      | Ігор      | Голів     | Ліга          | Ігор          | Голів         | Ігор   | Голів  |
| -------------------------- | -------------------------- | -------------------------- | --------- | --------- | ------------------ | ------------------ | ------------------ | --------- | --------- | --------- | ------------- | ------------- | ------------- | ------ | ------ |
| 1991-92                    | «Мантова»                  | C2 (IV)                    | 8         | −8        | CIC                | ?                  | ?                  | —         | —         | —         | —             | —             | —             | 8+     | −8+    |
| 1992-93                    | «Леффе»                    | C1                         | 8         | −6        | CIC                | ?                  | ?                  | —         | —         | —         | —             | —             | —             | 8+     | −6+    |
| 1993-94                    | «Казарано»                 | C1                         | 22        | −22       | CIC                | ?                  | ?                  | —         | —         | —         | —             | —             | —             | 22+    | −22+   |
| 1994-95                    | «Казарано»                 | C1                         | 1         | −1        | CIC                | ?                  | ?                  | —         | —         | —         | —             | —             | —             | 1+     | −1+    |
| Усього за «Казарано»       | Усього за «Казарано»       | Усього за «Казарано»       | 23        | −23       |                    | ?                  | ?                  |           |           |           |               |               |               | 23+    | −23+   |
| 1994-95                    | «Про Сесто»                | C1                         | 25        | −33       | —                  | —                  | —                  | —         | —         | —         | —             | —             | —             | 25     | −33    |
| 1995-96                    | «Анкона»                   | B                          | 14        | -20       | КІ                 | ?                  | ?                  | —         | —         | —         | —             | —             | —             | 14+    | -+     |
| 1996-97                    | «Фоджа»                    | B                          | 1         | −1        | КІ                 | —                  | —                  | —         | —         | —         | —             | —             | —             | 1+     | −1+    |
| 1997-98                    | «Ачиреале»                 | C1                         | 28        | −12       | CIC                | ?                  | ?                  | —         | —         | —         | —             | —             | —             | ?      | −12+   |
| 1998-99                    | «Реджина»                  | B                          | 34        | −31       | КІ                 | 1                  | −1                 | —         | —         | —         | —             | —             | —             | 35     | −32    |
| 1999-00                    | «Реджина»                  | A                          | 13        | −21       | КІ                 | 4                  | -?                 | —         | —         | —         | —             | —             | —             | 17     | −21+   |
| Усього за «Реджину»        | Усього за «Реджину»        | Усього за «Реджину»        | 47        | −52       |                    | 5                  | −1+                |           |           |           |               |               |               | 52     | −53+   |
| 1999-00                    | «Болонья»                  | A                          | 3         | 0         | —                  | —                  | —                  | —         | —         | —         | —             | —             | —             | 3      | 0      |
| 2000-01                    | «Лаціо»                    | A                          | 1         | 0         | КІ                 | 0                  | 0                  | —         | —         | —         | —             | —             | —             | 1      | 0      |
| 2001-02                    | «П'яченца»                 | A                          | 13        | −17       | КІ                 | 4                  | −5                 | —         | —         | —         | —             | —             | —             | 17     | −22    |
| 2002-03                    | «П'яченца»                 | A                          | 12        | −24       | КІ                 | 3                  | −1                 | —         | —         | —         | —             | —             | —             | 15     | −25    |
| 2003-04                    | «П'яченца»                 | B                          | 12        | −16       | КІ                 | 0                  | 0                  | —         | —         | —         | —             | —             | —             | 12     | −16    |
| 2004-05                    | «П'яченца»                 | B                          | 27        | −28       | КІ                 | 3                  | 0                  | —         | —         | —         | —             | —             | —             | 30     | −28    |
| Усього за «П'яченцу»       | Усього за «П'яченцу»       | Усього за «П'яченцу»       | 64        | −85       |                    | 10                 | −6                 |           |           |           |               |               |               | 74     | −91    |
| 2005-06                    | «Інтернаціонале»           | A                          | 1         | −2        | —                  | —                  | —                  | —         | —         | —         | СІ            | 0             | 0             | 1      | −2     |
| 2006-07                    | «Інтернаціонале»           | A                          | 0         | 0         | —                  | —                  | —                  | —         | —         | —         | СІ            | 0             | 0             | 0      | 0      |
| 2007-08                    | «Інтернаціонале»           | A                          | 2         | −1        | КІ                 | 1                  | −1                 | —         | —         | —         | СІ            | 0             | 0             | 3      | −2     |
| 2008-09                    | «Інтернаціонале»           | A                          | 1         | 0         | —                  | —                  | —                  | —         | —         | —         | СІ            | 0             | 0             | 1      | 0      |
| 2009-10                    | «Інтернаціонале»           | A                          | 0         | 0         | —                  | —                  | —                  | —         | —         | —         | СІ            | 0             | 0             | 0      | 0      |
| 2010-11                    | «Інтернаціонале»           | A                          | 0         | 0         | КІ                 | 0                  | 0                  | ЛЧ        | 1         | −3        | СІ+СУ+КЧС     | 0             | 0             | 1      | −3     |
| 2011-12                    | «Інтернаціонале»           | A                          | 0         | 0         | КІ                 | 0                  | 0                  | ЛЧ        | 0         | 0         | СІ            | 0             | 0             | 0      | 0      |
| Усього за «Інтернаціонале» | Усього за «Інтернаціонале» | Усього за «Інтернаціонале» | 4         | −3        |                    | 1                  | −1                 |           | 1         | −3        |               |               |               | 6      | −7     |
| Усього за кар'єру          | Усього за кар'єру          | Усього за кар'єру          | 226       | −243      |                    | 16+                | −9+                |           | 1         | −3        |               |               |               | 243+   | −254+  |

## Титули і досягнення
- Чемпіон Італії (5):

«Інтернаціонале»: 2005-06, 2006-07, 2007-08, 2008-09, 2009-10
- Володар Кубка Італії (3):

«Інтернаціонале»: 2005-06, 2009-10, 2010-11
- Володар Суперкубка Італії (5):

«Лаціо»: 2000
«Інтернаціонале»: 2005, 2006, 2008, 2010
- Переможець Ліги чемпіонів УЄФА (1):

«Інтернаціонале»: 2009-10
- Переможець Клубного чемпіонату світу (1):

«Інтернаціонале»: 2010